# Cyprinus micristius
Cyprinus micristius é uma espécie de Actinopterygii da família Cyprinidae.
Apenas pode ser encontrada no seguinte país: China.